# Гільєрмо Молінс
Гільєрмо Молінс (швед. Guillermo Molins, нар. 26 вересня 1988, Монтевідео) — шведський футболіст уругвайського походження, півзахисник і нападник клубу «Сарпсборг 08».
Триразовий чемпіон Швеції. Чемпіон Бельгії.

## Клубна кар'єра
Народився 26 вересня 1988 року в місті Монтевідео в родині матері-уругвайки та батька-шведа. В дитинстві переїхав до Швеції, де почав займатися футболом в академії клубу «Мальме». Дорослу футбольну кар'єру розпочав 2006 року в основній команді того ж клубу, в якій провів п'ять сезонів, взявши участь у 105 матчах чемпіонату. Більшість часу, проведеного у складі «Мальме», був основним гравцем команди.
17 червня 2011 року про підписання контракту з Гільєрмо оголосив бельгійський «Андерлехт». За тиждень, у товариській грі в рамках передсезонної підготовки, гравець отримав важку травму, яка відклала його офіційний дебют за клуб до березня 2012 року. Проте й відновившись після травми, Молінс не зміг пробитися до основного складу «Андерлехта», вівдгравши в ньому за півтора сезони лише 7 ігор чемпіонату. Тож на початку 2013 року гравця орендував «Реал Бетіс», в якому, втім, Молінс за півроку лише чотири рази виходив на заміну в іграх іспанської першості.
До «Мальме» повернувся в серпні 2013 року, уклавши з клубом трирічний контракт. В команді з Мальме почав награватися на позиції нападника, демонструючи непогану результативність. Проте за два перші роки після повернення в різних турнірах провів лише 27 ігор через рецидиви травми і високу конкуренцію, щоправда зміг за цей ігровий час 21 раз вразити ворота суперників.

## Виступи за збірні
2007 року дебютував у складі юнацької збірної Швеції, взяв участь у 4 іграх на юнацькому рівні, відзначившись одним забитим голом.
Протягом 2008–2010 років залучався до складу молодіжної збірної Швеції. На молодіжному рівні зіграв у 23 офіційних матчах, забив 2 голи. Був учасником молодіжного Євро-2009.
На початку 2010 року дебютував в офіційних матчах у складі національної збірної Швеції. Наразі провів у формі головної команди країни 5 матчів, забивши 1 гол.
| Дата      | Місто    | Господарі | Результат | Гості  | Турнір           | Голи | Примітки |
| --------- | -------- | --------- | --------- | ------ | ---------------- | ---- | -------- |
| 20-1-2010 | Маскат   | Оман      | 0 – 1     | Швеція | товариський матч | -    |          |
| 23-1-2010 | Дамаск   | Сирія     | 1 – 1     | Швеція | товариський матч | -    | 46'      |
| 19-1-2011 | Кейптаун | Ботсвана  | 1 – 2     | Швеція | товариський матч | -    | 72'      |
| 17-1-2014 | Абу-Дабі | Молдова   | 1 – 2     | Швеція | товариський матч | -    | 71'      |
| 21-1-2014 | Абу-Дабі | Ісландія  | 0 – 2     | Швеція | товариський матч | 1    | 46'      |
| Усього    |          | Матчів    | 5         |        | Голів            | 1    |          |

## Титули і досягнення
- Чемпіон Швеції (3):

«Мальме»: 2010, 2013, 2014
- Чемпіон Бельгії (1):

«Андерлехт»: 2011-12
- Володар Суперкубка Бельгії (2):

«Андерлехт»: 2012, 2013
- Володар Суперкубка Швеції (2):

«Мальме»: 2013, 2014